# Joey Woody
Joey Woody (ur. 22 maja 1973 w Iowa City) – amerykański lekkoatleta specjalizujący się w długich biegach płotkarskich.

## Sukcesy sportowe
- mistrz organizacji NCAA w biegu na 400 metrów przez płotki – 1997[1]
- pięciokrotny medalista mistrzostw Stanów Zjednoczonych w biegu na 400 metrów przez płotki – dwukrotnie srebrny (1999, 2002) oraz trzykrotnie brązowy (1997, 1998, 2003)

| Rok  | Miasto    | Zawody                | Konkurencja       | Wynik         |
| ---- | --------- | --------------------- | ----------------- | ------------- |
| 1998 | Nowy Jork | Igrzyska Dobrej Woli  | bieg na 400 m ppł | brązowy medal |
| 1998 | Moskwa    | Finał Grand Prix IAAF | bieg na 400 m ppł | 6. miejsce    |
| 1999 | Sewilla   | Mistrzostwa świata    | bieg na 400 m ppł | 6. miejsce    |
| 2002 | Paryż     | Finał Grand Prix IAAF | bieg na 400 m ppł | 4. miejsce    |
| 2003 | Paryż     | Mistrzostwa świata    | bieg na 400 m ppł | srebrny medal |
| 2003 | Monako    | Światowy finał IAAF   | bieg na 400 m ppł | 4. miejsce    |

## Rekordy życiowe
- bieg na 400 metrów – 46,04 – Cedar Falls 22/05/1999
- bieg na 400 metrów (hala) – 46,47 – Atlanta 27/02/1998
- bieg na 400 metrów przez płotki – 47,97 – Nowy Orlean 21/06/1998